# U-91 (1941)
U-91 — средняя немецкая подводная лодка типа VIIC времён Второй мировой войны.

## История
Заказ на постройку субмарины был отдан 25 января 1939 года. Лодка была заложена 12 ноября 1940 года на верфи Флендер-Верке, Любек, под строительным номером 295, спущена на воду 30 ноября 1941 года. Лодка вошла в строй 28 января 1942 года под командованием капитан-лейтенанта Хайнца Валькерлинга.

### Командиры
- 28 января 1942 года — 19 апреля 1943 года капитан-лейтенант Хайнц Валькерлинг
- 20 апреля 1943 года — 26 февраля 1944 года капитан-лейтенант Хайнц Хангершаузен.

### Флотилии
- 28 января — 31 августа 1942 года — 5-я флотилия (учебная)
- 1 сентября 1942 года — 26 февраля 1944 года — 9-я флотилия

### История службы
Лодка совершила 6 боевых походов. Потопила 4 судна суммарным водоизмещением 26 194 брт и один военный корабль водоизмещением 1 375 тонн.
Потоплена 26 февраля 1944 года в Северной Атлантике, в районе с координатами 49°45′ с. ш. 26°20′ з. д. глубинными бомбами с британских фрегатов HMS Affleck, HMS Gore и HMS Gould. 36 человек погибли, 16 были спасены.

### Волчьи стаи
U-91 входила в состав следующих «волчьих стай»:
- Vorwärts 27 августа — 26 сентября 1942
- Westwall 25 ноября — 25 декабря 1942
- Knappen 18 февраля — 26 февраля 1943
- Raubgraf 7 марта — 20 марта 1943
- Seeteufel 22 марта — 28 марта 1943

### Атаки на лодку

#### 1942 год
- 1 сентября U-91, находившаяся в Северной атлантике, в районе с координатами 58°08′ с. ш. 27°33′ з. д.HGЯO, была атакована американским самолётом типа «Каталина», U-91 получила небольшие повреждения. Ранее считалось, что в результате этой атаки была потоплена U-756.
- 12 сентября эскортный корабль из состава конвоя ON-127 обстрелял лодку, нанеся незначительные повреждения.

#### 1943 год
- 21 февраля во время атаки конвоя U-91 подверглась активной бомбардировке с самолётов и эскортных кораблей и была вынуждена отказаться от атаки для исправления полученных повреждений.
- Ночью 27 марта лодка, идущая в надводном положении, была атакована британским самолётом типа «Веллингтон», оборудованным Огнями Лея в Бискайском заливе. Благодаря экстренному погружению лодка избежала повреждений, но при этом на мостике позабыли верхнюю вахту. Лодка сразу же всплыла и взяла на борт двоих из трёх забытых моряков, однако старший боцман Генрих Холленборг, отстреливавшийся от самолёта из пулемёта, пропал без вести.
- 26 октября в Северной атлантике, в районе с координатами 50°49′ с. ш. 41°01′ з. д.HGЯO U-91 была атакована глубинными бомбами с канадского самолёта «Либерейтор», повреждений не было. Лётчики посчитали, что в этой атаке была потоплена U-420.
- 31 октября во время попытки U-91 передать топливо на U-584 лодки были обнаружены и атакованы американскими самолётами с авианосца USS Card. Отогнав самолёты зенитным огнём U-91 погрузилась, тогда как задержавшаяся на поверхности U-584 была атакована самонаводящимися торпедами Fido и затонула, унеся с собой весь экипаж.